# VX-4

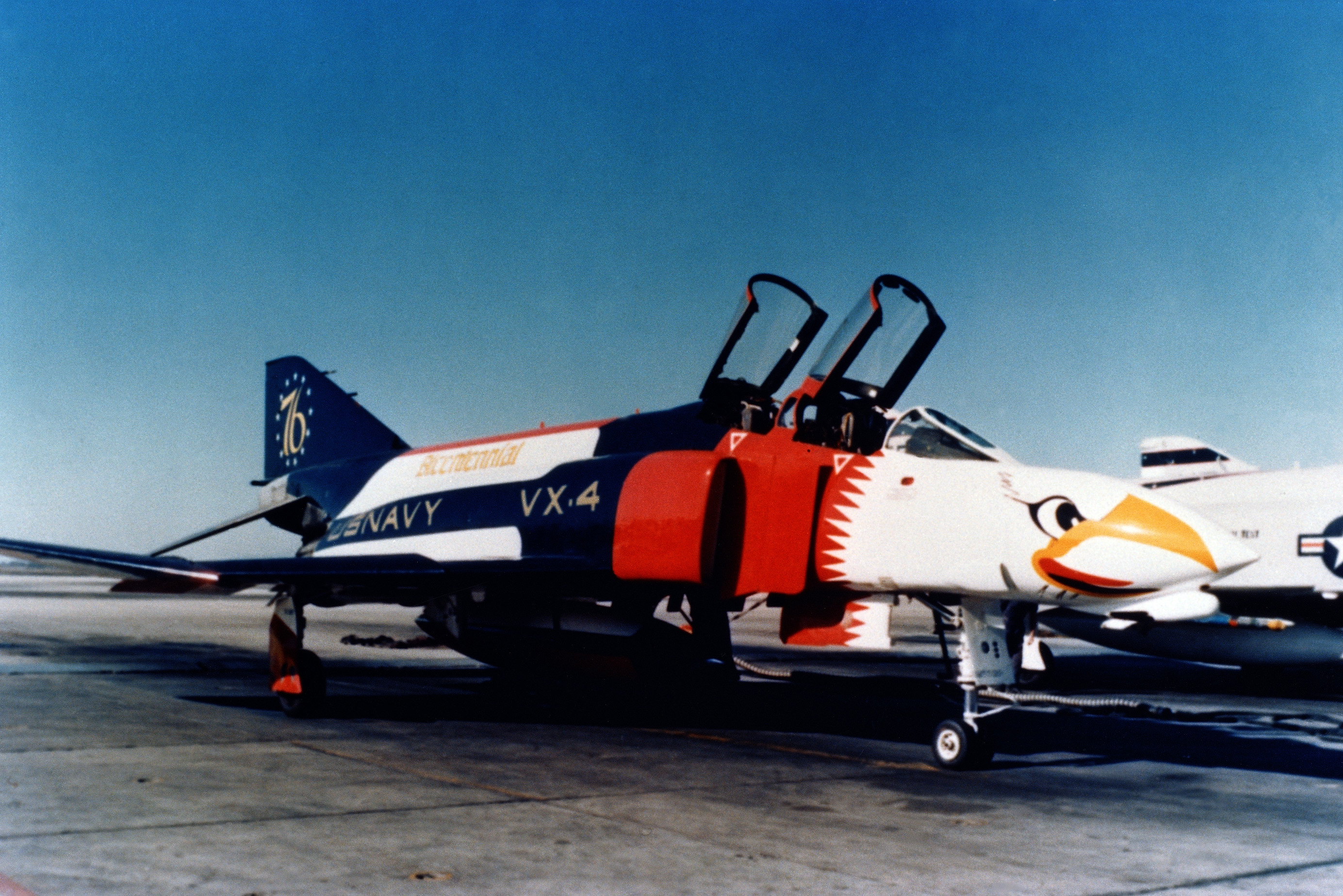
一架来自VX-4的F-4“鬼怪II”战斗机，涂装了一个美国周年纪念主题

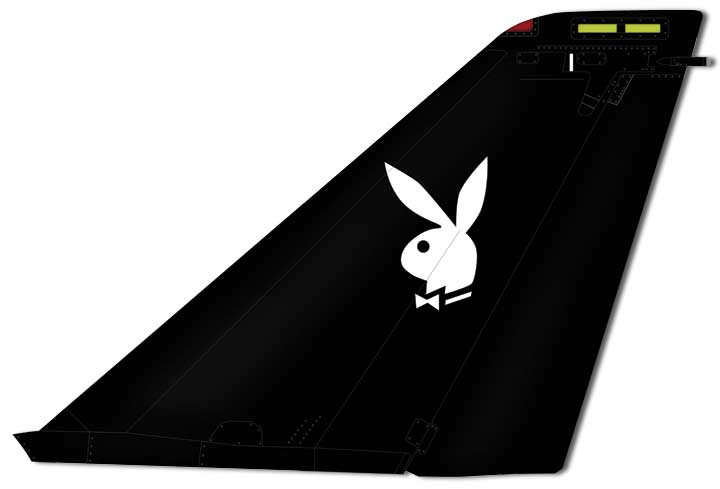
VX-4 F-14飞机尾部标记

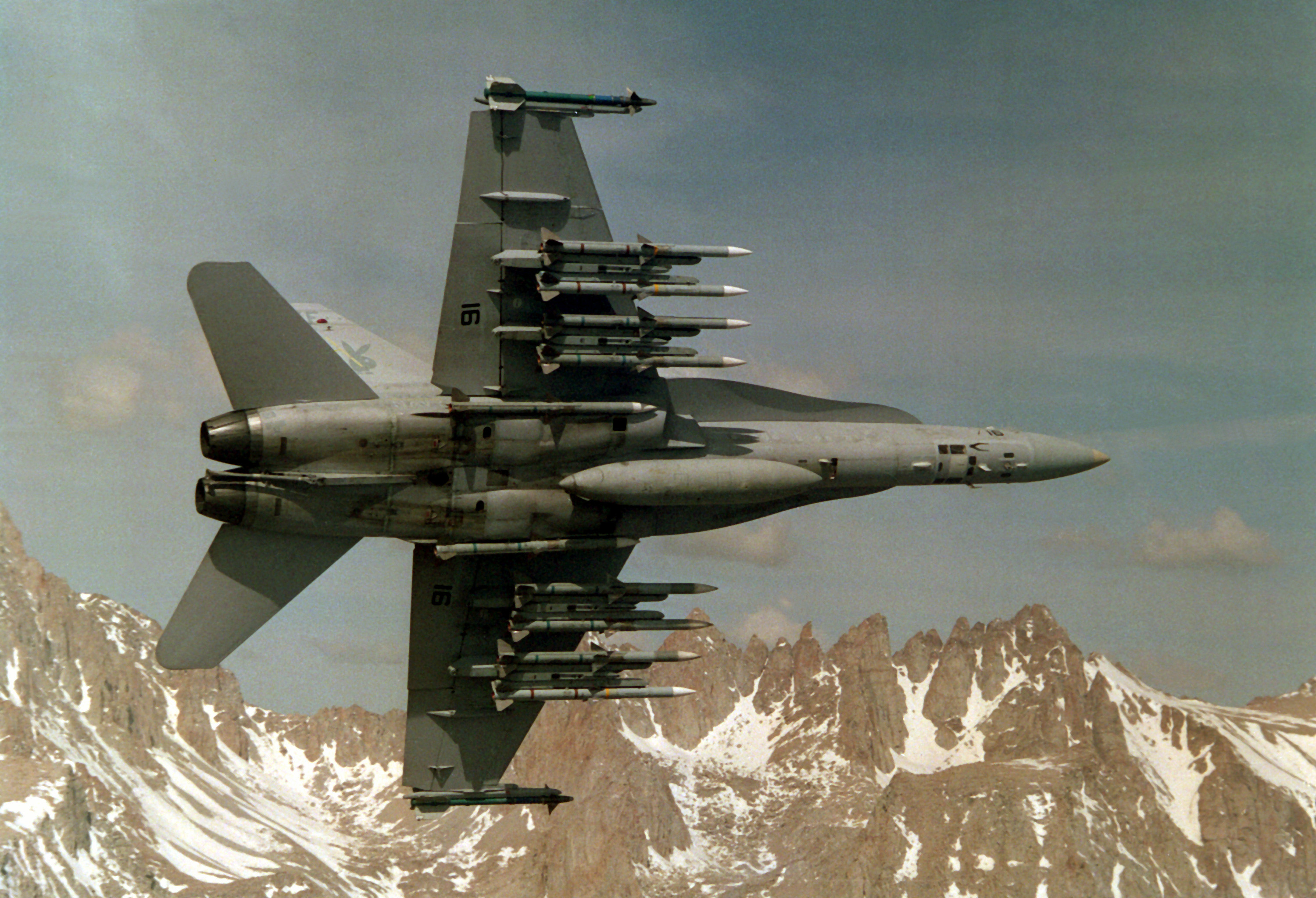
一架VX-4的F/A-18“大黄蜂”攻击机装有10枚先进中程空对空导弹（AMRAAM）和2枚响尾蛇导弹。

VX-4（英語：VX-4, Air Test and Evaluation Squadron Four）全称为第四空中测试与评估中队(AIRTEVRON FOUR), 通常指称其绰号“评估者”或“花花公子”中队。是一支设在美国加利福尼亚州美国海军的空中测试与评估中队。他们的机尾代码为XF，他们使用过麦克唐纳-道格拉斯的F-4“鬼怪II”、格鲁曼公司的F-14“雄猫”以及麦道公司F/A-18“大黄蜂”等战斗机，直到队伍于1994年解散。

## 另请参阅
- 美国海军历史
- 已退役美国海军飞机中队列表
- 美国海军飞机中队列表
- VX-9